# Gare de Rive-de-Gier
La gare de Rive-de-Gier est une gare ferroviaire française de la ligne de Moret - Veneux-les-Sablons à Lyon-Perrache. Elle est située à proximité du centre-ville de Rive-de-Gier, dans le département de la Loire en région Auvergne-Rhône-Alpes. 
Mise en service par la Compagnie du chemin de fer de Saint-Étienne à Lyon en 1830, c'est une gare de la Société nationale des chemins de fer français (SNCF) desservie par des trains TER Auvergne-Rhône-Alpes qui effectuent des missions entre Lyon-Perrache et Firminy et entre Lyon-Part-Dieu et Saint-Étienne-Châteaucreux.

## Situation ferroviaire
Établie à 245 m d'altitude, la gare de Rive-de-Gier est située au point kilométrique (PK) 523,097 de la ligne de Moret - Veneux-les-Sablons à Lyon-Perrache, entre les gares ouvertes au service des voyageurs de Saint-Chamond (s'intercalent la gare marchandises de La Grand-Croix et la gare fermée de Lorette) et de Givors-Ville (s'intercalent la gare marchandises de Couzon et les gares fermées de Trèves-Burel et de Saint-Romain-en-Gier).

## Histoire
La gare est mise en service par la Compagnie du chemin de fer de Saint-Étienne à Lyon lorsqu'elle ouvre la première section de Rive-de-Gier à Givors, le 1er octobre 1830, de sa future ligne de Saint-Étienne à Lyon. Elle fait ses débuts avec uniquement du fret en alternant la gravité, la traction animale et la locomotive à vapeur. Les premiers voyageurs payants de la ligne sont transportés durant l'été 1831.

## Fréquentation
De 2015 à 2023, selon les estimations de la SNCF, la fréquentation annuelle de la gare s'élève aux nombres indiqués dans le tableau ci-dessous.
| Année                      | 2015    | 2016    | 2017    | 2018    | 2019    | 2020    | 2021    | 2022    | 2023    |
| -------------------------- | ------- | ------- | ------- | ------- | ------- | ------- | ------- | ------- | ------- |
| Voyageurs                  | 658 702 | 658 475 | 692 933 | 658 605 | 708 038 | 419 682 | 507 759 | 680 366 | 757 008 |
| Voyageurs et non voyageurs | 823 377 | 823 093 | 866 167 | 823 256 | 885 048 | 524 603 | 634 698 | 850 458 | 946 260 |

## Service des voyageurs

### Accueil
La gare dispose d'un bâtiment voyageurs ouvert du lundi au vendredi de 6 h 20 à 18 h 30 ainsi que le samedi et le dimanche de 10 h 20 à 17 h 15 et de 13 h à 17 h 50. Elle est équipée d'automates pour l'achat de titres de transport. Un guichet est ouvert du lundi au vendredi de 6 h à 18 h 30, le samedi de 10 h 20 à 17 h 15 ; il est fermé le dimanche et les jours fériés.

### Desserte
Rive-de-Gier est desservie par des trains TER Auvergne-Rhône-Alpes qui effectuent des missions entre Lyon-Perrache et Firminy et entre Saint-Étienne-Châteaucreux, Lyon-Part-Dieu et Ambérieu-en-Bugey.

### Intermodalité
Un parc pour les vélos et un parking pour les véhicules sont aménagés.